# Mary Bauermeister
Mary Hilde Ruth Bauermeister (Fráncfort, 7 de septiembre de 1934-2 de marzo de 2023) fue una artista alemana que trabajaba en escultura, dibujo, instalación, performance y música. Influenciada por los artistas de Fluxus y el Nuevo realismo, su obra aborda cuestiones esotéricas sobre la transferencia de información en la sociedad. "Sólo seguí un impulso interior para expresar lo que aún no existía, en la realidad o en el pensamiento", dijo de su práctica. "Hacer arte era más un proceso de hallazgo y búsqueda que de conocimiento". Desde la década de 1970, su obra se ha centrado en los temas relacionados con la espiritualidad de la Nueva era, en concreto la geomancia, la interpretación divina de las líneas del suelo.

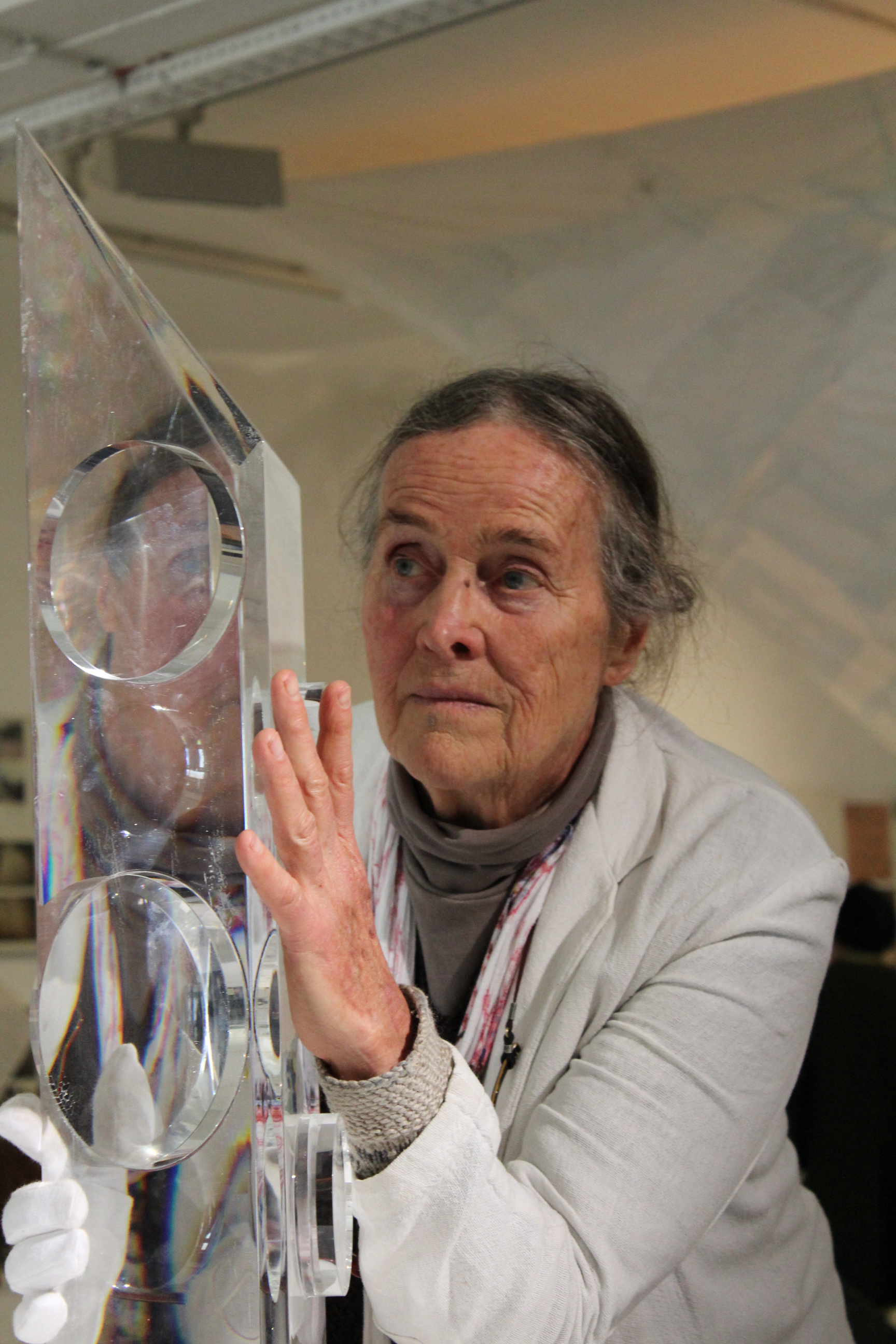
Bauermeister En 2012

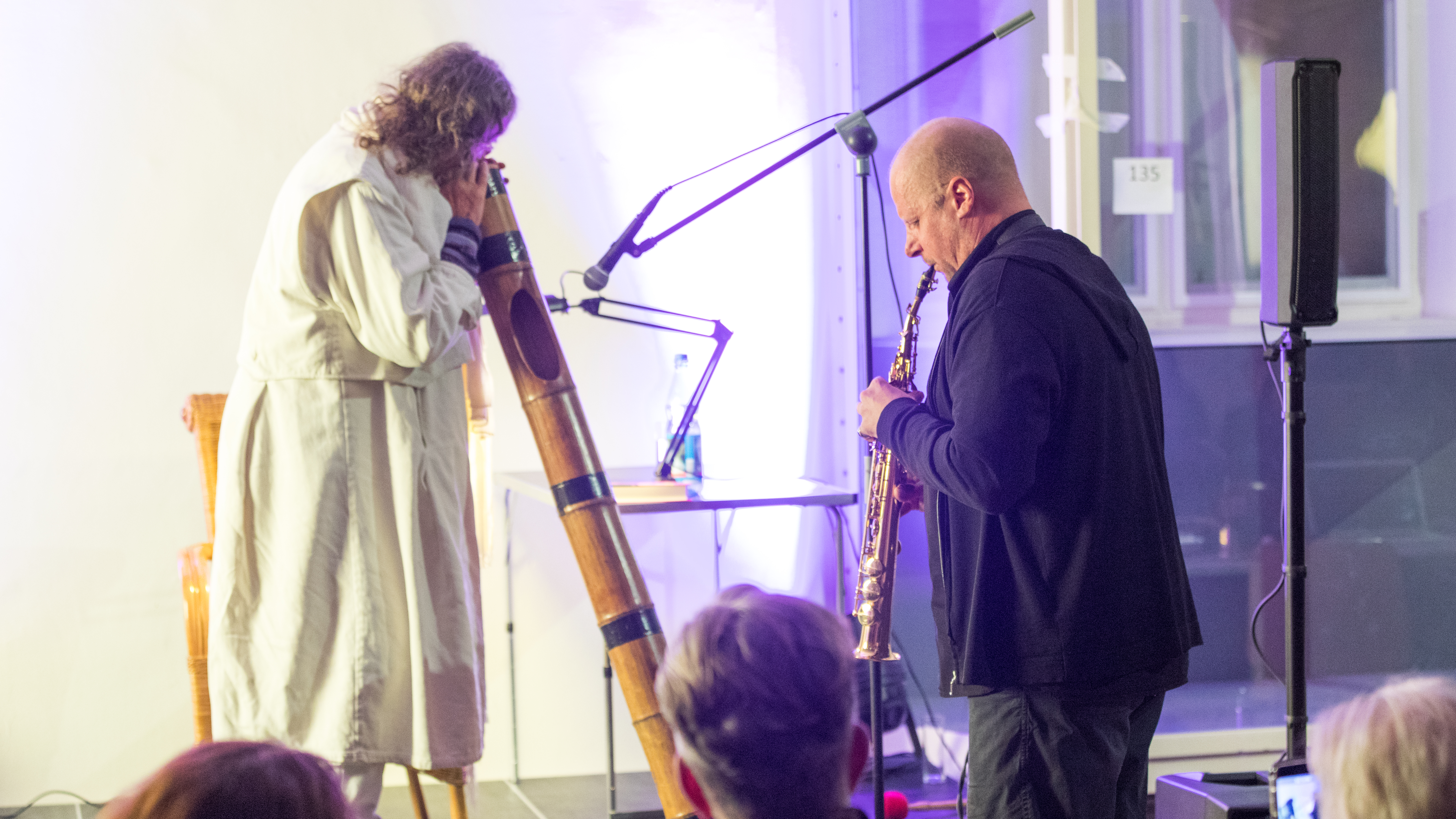
Bauermeister Y su hijo Simon Stockhausen en 2019

## Trayectoria
Hija de la cantante Laura Bauermeister y del profesor de genéticas y antropología Wolf Bauermeiste.
Bauermeister recibió la influencia artística de su profesor de dibujo, Günter Ott, en la escuela secundaria (1946 a 1954). Estudió en 1954–55 en el Hochschule für Gestaltung en Ulm y en 1955–56 en el Staatlichen Schule für Kunst und Handwerk en Saarbrücken. Ha sido activa desde 1957 como artista freelance en Cologne. En 1960, en su estudio 28 en Lintgasse en Cologne, organizó una serie de reuniones de miembros del movimiento global artístico Fluxus invitando a poetas de vanguardia, compositores y artistas visuales como Hans G. Helms, David Tudor, John Jaula, Christo, Lobo Vostell, George Brecht, y Nam junio Paik organizó conciertos de la "música más nueva", lecturas, exposiciones, y acciones. Estas actividades han sido descritas como intercambios no jerárquicos de información a través de la nación, multidisciplinar y sin límite de edad contribuyendo al carácter del movimiento Fluxus que se había ido desarrollando durante 1950.
En 1961, participó en un curso de composición con Karlheinz Stockhausen en los Cursos de Verano de Darmstadt. Más tarde ese mismo año colaboró con Stockhausen en una pieza de teatro titulada Originale, con doce representaciones en el Theater am Dom, Cologne, del 26 octubre a 6 de noviembre de 1961. Entre los intérpretes estaban Bauermeister, ella como pintora, Nam June Paik (Acciones), David Tudor (piano y percusión), y Hans G. Helms (El Poeta). En 1962 tuvo su primera exposición sola en el Museo Stedelijk en Ámsterdam con música electrónica durante todo el día bajo la dirección de Stockhausen. El 3 de abril de 1967, en San Francisco, se casó con Stockhausen, con quien tiene dos niños: Julika (nacido 22 de enero de 1966) y Simon (nacido 5 de junio de 1967). Se divorciaron en 1972. tiene dos hijas más jóvenes, Sophie (julio nacido 1972, padre David C. Johnson) y Esther (nacido 1974, padre Josef Halevi). 
Llevada por la vitalidad del movimiento de Arte pop, en octubre de 1962 Bauermeister se traslada a la ciudad de Nueva York. En los círculos artísticos de Arte pop, Nuevo realismo y Fluxus, mantiene amistades con Robert Rauschenberg, Jasper Johns, Niki de Santo Phalle y Jean Tinguely. En Nueva York Bauermeister disfruto su considerable éxito artístico. Desde entonces 1964 ha exhibido regularmente en el Galería Bonino en la calle 57.
En los 70, Bauermeister regresó a Alemania y se empezó a ocupar de ciencias marginales como por ejemplo la geomancia, la ciencia de las estructuras de energía en la tierra. Utilizó el conocimiento de estos estudios para la planificación de jardines, implementándolo para clientes públicos y privados alrededor del mundo. Vive en Rösrath ciudad cercana a Cologne.
Por la ocasión de su 70 cumpleaños en septiembre de 2004, el Cologne Museo Ludwig adquirió su instalación de pared Needless de 1963 y arregló una exhibición de su trabajo por varios meses. En 2019, Museo Ludwig adquirió tres trabajos más Bauermeister, Rundes Wabenbild, Magnetbild Schwarz-Weiss relacionando 34 croquis Möglichkeiten Serieller Malerei. En 2018 Mary Bauermeister firmó un contrato exclusivo con la Galería Michael Rosenfeld en Chelsea, Manhattan.

## Reconocimientos
El 15 de junio de 2020, Bauermeister fue galardonada con la Cruz de Oficial de la Orden del Mérito de la República Federal de Alemania por su contribución a la escena artística alemana de posguerra.